# Beaumont (Alta Saboia)
Beaumont é uma comuna francesa na região administrativa de Auvérnia-Ródano-Alpes, no departamento da Alta Saboia. Estende-se por uma área de 9.74 km². Em 2010 a comuna tinha 2 905 habitantes (densidade: 298,3 hab./km²).